# José Veríssimo
José Veríssimo Dias de Matos (Óbidos, 1857 — Rio de Janeiro, 1916) était un essayiste, éducateur, journaliste, historien de la littérature et sociologue brésilien. Il est l’auteur de plusieurs études sociologiques, historiques et économiques sur l’Amazonie, sa région natale, de traités sur l’enseignement scolaire et sur la situation de celui-ci au Brésil, et enfin d’un ensemble d’ouvrages et d’articles d’histoire et de critique littéraires, centrés sur la littérature brésilienne. Avec Araripe Júnior et Sílvio Romero, José Veríssimo compose la trinité critique de l’ère naturaliste au Brésil, période littéraire influencée par l’évolutionnisme et par la doctrine déterministe de Taine. Il fut membre et principal concepteur de l’Académie brésilienne des lettres.

## Biographie
Né à Óbidos, dans l’ancienne province du Grand Pará, José Veríssimo fit ses premières classes à Manaus et Belém, puis se rendit en 1869 à Rio de Janeiro pour y poursuivre sa formation scolaire, mais, tombé malade, dut retourner dans sa province natale.
À Belém, en même temps qu’il exerçait comme enseignant, Veríssimo collabora à plusieurs journaux. En 1880, voyageant à travers l’Europe, il put participer au Congrès littéraire international, qui se tenait à Lisbonne. Lors d’un deuxième voyage sur le continent européen en 1889, il prit part à Paris au 10e congrès d’anthropologie et d’archéologie préhistorique et prononça à cette occasion une série de conférences où il évoquait la civilisation marajoara et l’histoire de l’ancienne civilisation  amazonienne. Sur ce dernier thème, il écrivit à la même époque plusieurs essais sociologiques, notamment Cenas da vida amazônica (1886) et A Amazônia (1892).
En 1891, il fut nommé Directeur de l’instruction du Pará, mais la même année retourna à Rio, où il enseigna à l’École normale et à l’actuel Colégio Pedro II, dont il fut désigné directeur.
Après la création du portefeuille ministériel de l’Éducation publique, au lendemain de la proclamation de la République brésilienne, le premier ministre Benjamin Constant mit en chantier une réforme générale du système d’enseignement public. José Veríssimo discuta, dans les colonnes du Jornal do Brasil du premier semestre 1892, les réformes menées, dont il fit une critique pointue ; ces textes, enrichis, serviront d’introduction à la 2e édition (1906) de son ouvrage A educação nacional, dans lequel il se pencha non seulement sur les graves insuffisances de l’enseignement scolaire (comme il en avait fait lui-même l’expérience dans son État natal), mais passa également en revue plusieurs aspects de la réalité de la vie domestique et sociale du Brésil d’alors, dénonçant les vices qui la corrompaient.
Il entreprit une étude approfondie de la littérature brésilienne, et se remit à publier dans la Revista Brasileira (l’actuelle Revista da Academia Brasileira de Letras), dont il dirigea la troisième phase, de 1895 à 1899, et dont il fera paraître vingt volumes en cinq ans. Plusieurs des plus grands auteurs brésiliens de l’époque contribuaient alors à cette revue, au bureau de rédaction de laquelle avaient coutume de se réunir les intellectuels qui allaient plus tard former le cercle de fondateurs de l’Académie brésilienne des lettres : Lúcio de Mendonça, Machado de Assis (de qui Veríssimo était l’ami et le défenseur), le vicomte de Taunay, etc. Davantage qu’un des fondateurs de l’Académie, José Veríssimo en fut sans doute le concepteur, à côté de Lúcio de Mendonça ; il était présent à toutes les réunions préparatoires, puis en sera un de ses membres les plus assidus. Il préconisait une académie vouée exclusivement à la littérature, et après que ses pairs eurent en 1912 élu un non-écrivain (l’homme politique Lauro Müller), il préféra s’en retirer définitivement.
Se réclamant du naturalisme, il devint l’une des grandes figures de la critique littéraire et de l’histoire des lettres au Brésil. Il eut avec Sílvio Romero une querelle littéraire retentissante, mémorable par sa virulence. En tant qu’éducateur, il rédigea d’importantes analyses sur les problèmes du système éducatif dans la jeune république.

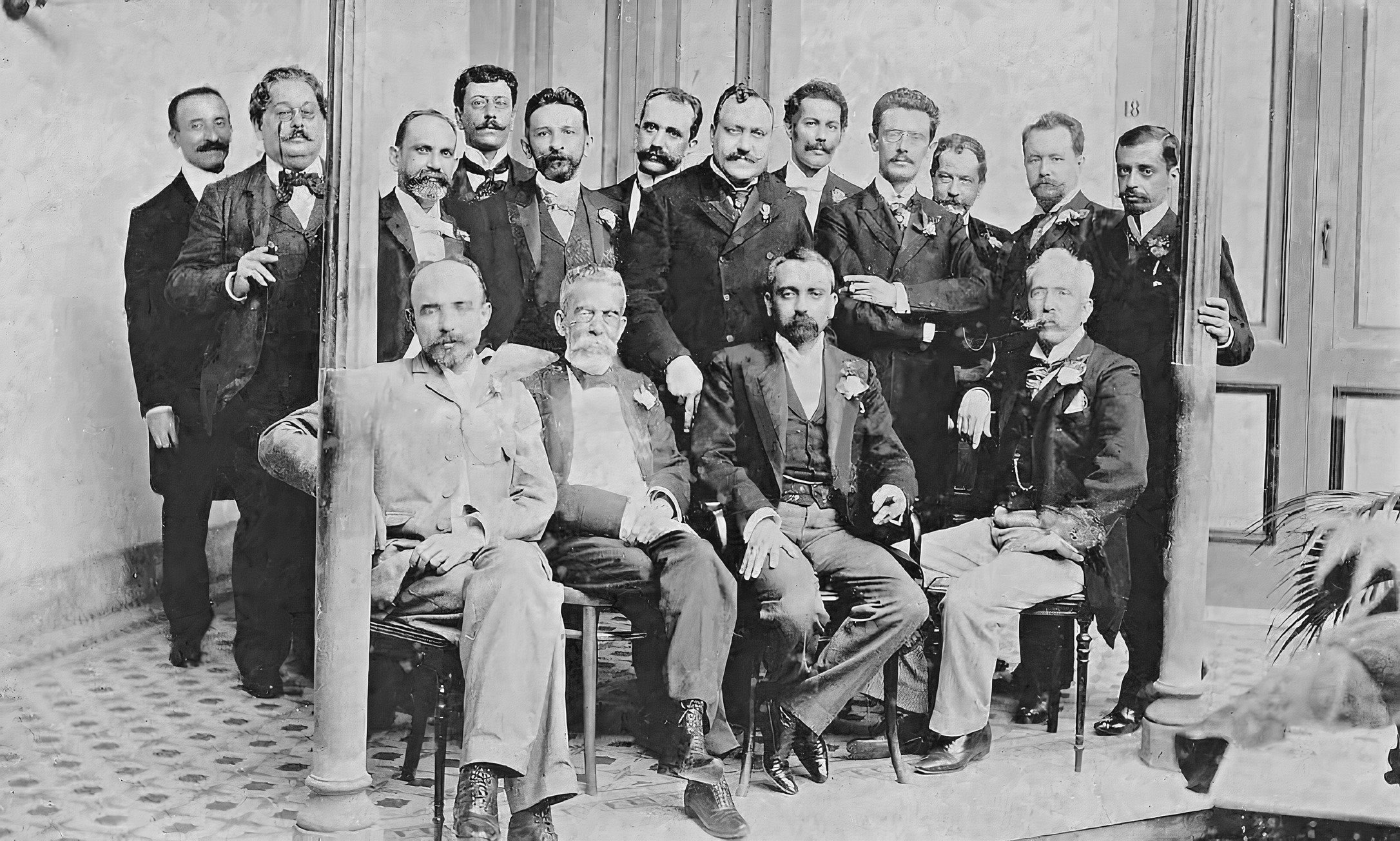
Debout, de gauche à droite : Rodolfo Amoedo, Artur Azevedo, Inglês de Sousa, Olavo Bilac, José Veríssimo, Sousa Bandeira, Filinto de Almeida, Guimarães Passos, Valentim Magalhães, Rodolfo Bernardelli, Rodrigo Octavio et Heitor Peixoto. Assis : João Ribeiro, Machado de Assis, Lúcio de Mendonça et Silva Ramos.

Veríssimo fut, au même titre que Sílvio Romero et Araripe Júnior, ses contemporains, parmi les premiers et les plus grands historiens de la littérature brésilienne. De son ouvrage História da Literatura Brasileira, un des premiers à systématiser les études littéraires sur le plan historique et biographique, se dégage la préoccupation constante de cerner le caractère typiquement national des écrivains du pays. Le livre se divise en 19 chapitres et embrasse toute la période depuis le Brésil colonial et ses manifestations littéraires, jusqu’au naturalisme et au Parnasse, en passant par le romantisme ; un volume est tout entier consacré à l’œuvre de Machado de Assis. L’auteur distinguait dans le développement de la littérature brésilienne deux grandes subdivisions : la période coloniale et la période nationale ; entre ces deux époques, l’auteur admettait un « stade de transition », dans lequel il rangeait notamment les poètes de la plêiade mineira. Pour Veríssimo, la littérature brésilienne n’avait été dans un premier temps qu’une simple excroissance de la littérature portugaise, puis sut se rendre entièrement autonome à partir du romantisme, époque de l’émancipation politique et culturelle, y compris littéraire, du Brésil.

### Ouvrages de José Veríssimo
- Primeiras páginas, Belém, Tipografia Gutemberg, 1878
- Carlos Gomes, edição consagrada à comemoração da chegada do Maestro ao Pará, em 24-7-1882, Belém, Tip. Livraria do Commercio, 1882, 15 p.
- Idoles de l’Amazone, Lyon, 1884, 117 p.
- Scenas da vida amazônica, Lisbonne, Tavares Cardoso & Irmão, 1886
- A Educação Nacional, Pará, Tavares Cardoso & Cia, 1890 (2e éd. augmentée d’une introduction et d’un chapitre, Rio de Janeiro, éd. Livraria Francisco Alves, 1906)
- Gymnasio Nacional (discours), Rio de Janeiro, Imprensa Nacional, 1894, 9 p.
- A Pesca na Amazônia, Rio de Janeiro, 1895, 206 p. *Pará e Amazonas (Questões de Limites), Rio de Janeiro, Companhia Tipográfica do Brasil, 1999, 95 p.
- O Século XX, Rio de Janeiro, Typ. da Gazeta de Noticias, 1899
- A Instrução pública e a Imprensa, Rio de Janeiro, Livro do Centenario, 1900
- Homens e cousas estrangeiras, Rio de Janeiro, H. Garnier, 1901-1902 (1re série) 1905 (2e série) ; 1905-1908 (3e série)
- Estudos de Literatura Brasileira, Rio de Janeiro, Garnier, 1900-1907
- Luiz de Camões, “Os Lusíadas” (édition scolaire), Rio de Janeiro, Garnier, 1904, 354 p.
- Que é Literatura? E outros Escritos, Rio de Janeiro, Garnier, 1907, 294 p.
- Thomaz Antonio Gonzaga : Marilia de Dirceu, Rio de Janeiro, Garnier, 1910, 340 p.
- Interesses da Amazônia, Rio de Janeiro, Tip. do Jornal do Commercio, 1915, 36 p.
- História Geral da Civilização, Rio de Janeiro, Francisco Alves, 1916, 235 p.
- Discurso de Recepção ao Sr. Alberto de Faria, Sao Paulo, O Estado de S. Paulo, 1919, 130 p.
- História da Literatura Brasileira, Rio de Janeiro, 1916
- História da Literatura Brasileira (2e et 3e éd.), Rio de Janeiro, José Olympio, 1916, 359 p.
- Letras e Literatos (posthume), Rio de Janeiro, José Olympio, 1936, 209 p.
- Estudos Amazônicos, Belém, Universidade Federal do Pará, 1970
- Estudos de Literatura Brasileira, Sao Paulo, Universidade de S.Paulo, 1976
- Instruccão e a Imprensa. 1500-1900, Rio de Janeiro, 71 p.

### Publications sur José Veríssimo
- (pt) Sônia Maria da Silva Araújo (direction), José Veríssimo : raça, cultura e educação, Belém, Editora Universitária / Universidade Federal do Para, 2007, 225 p. (ISBN 978-85-247-0391-1)
- (pt) Afrânio Coutinho et J. Galante de Souza, Enciclopédia de literatura brasileira, Sao Paulo, Global (ISBN 978-85-222-0241-6 et 85-222-0241-9)
- (en) Irwin Stern (direction), Dictionary of Brazilian literature, New York, Greenwood Press, 1988, 402 p. (ISBN 0-313-24932-6), p. 362–363
- (en) Isaac Goldberg, Brazilian literature, New York, Alfred A. Knopf, 1922, « Partie II, chap. III (José Verissimo) », p. 165–187
- (pt) Francisco Prisco, José Verissimo, sua vida e suas obras, Rio de Janeiro, Bedeschi, 1937
- (pt) Ignácio José Veríssimo (préface d’Arthur Cezar Ferreira Reis), José Veríssimo visto por dentro, Manaus, Edições Governo do Estado do Amazonas, 1966